# XXVIe législature de la république de Turquie
17 novembre 2015 - 16 mai 2018
25e 27e
La vingt-sixième législature de la république de Turquie (en turc Türkiye Büyük Millet Meclisinin 26. Dönemi) est le cycle parlementaire de la Grande assemblée nationale de Turquie qui s'ouvre le 17 novembre 2015, à la suite des élections législatives anticipées tenues le 1er novembre précédent, et est clos de manière anticipée le 16 mai 2018.

## Historique
Elle fait suite à la 25e législature, où le Parti de la justice et du développement (AKP), pour la première fois depuis 2002, est mis en situation de minorité. Un gouvernement de coalition n'ayant pas été constitué avec les autres groupes parlementaires, Recep Tayyip Erdoğan dissout l'assemblée et convoque des élections législatives anticipées en novembre 2015.
La 26e législature commence à siéger sous le gouvernement Davutoğlu II, dont la démission a été remise, selon l'article 114, par Ahmet Davutoğlu à Recep Tayyip Erdoğan. Chargé de la tenue des élections législatives comme défini dans l’article 114 de la Constitution de 1982, ce gouvernement provisoire n'a pas requis de vote de confiance de la part de la 25e législature. Il est dans sa quasi-totalité composé de personnalités formellement rattachées à l'AKP ou proche de lui.
Les élections se sont tenues dans un climat particulièrement violent, en raison de la reprise du conflit kurde notamment dans le sud-est de pays, et de plusieurs attentats dont celui d'Ankara qui s'est produit trois semaines avant l'élection.
L'AKP, qui a obtenu près de 49,5 % des suffrages exprimés, retrouve la majorité absolue des sièges du parlement, sans pour autant avoir atteint les deux tiers requis pour rendre possibles les réformes constitutionnelles voulues par Recep Tayyip Erdoğan, qui visent à faire évoluer les institutions vers un régime présidentiel.
La 26e législature prend fin le 16 mai 2018. Elle est suivie par la 27e législature, élue le 24 juin 2018.

## Présidence
La première séance se tient le mardi 17 novembre 2015 et la prestation de serment du nouveau président le dimanche 22. La présidence est d'abord assurée par un bureau d’âge, constitué du député le plus âgé, qui assure la présidence, et du député le plus jeune qui assure la vice-présidence. L'ancien secrétaire général du CHP Deniz Baykal, qui avait assuré la présidence en tant que doyen de la législature précédente, retrouve sa fonction à l'ouverture de la législature, ainsi que Dilek Öcalan qui occupe cette fonction pour la seconde fois. Le reste de la vice-présidence est constituée des députés les plus jeunes : Tuğba Hezer Öztürk, Burcu Çelik Özkan et Ayşe Acar Başaran du Parti démocratique des peuples (HDP), Sena Nur Çelik du Parti de la justice et du développement (AKP) et d'Eren Erdem du Parti républicain du peuple (CHP).
Le 22 novembre 2015 İsmail Kahraman, député AKP de la province d'Istanbul et réputé proche de Recep Tayyip Erdoğan (ils sont tous deux natifs de la province de Rize), est élu à la présidence de l'assemblée avec 316 voix,,.

## Composition

### Composition par formation politique
Les députés des différents groupes sont répartis dans l'assemblée en fonction de leur taille, dans cet ordre, de gauche à droite : AKP, CHP, HDP et MHP.
La composition politique de l'assemblée est la suivante, :
| Parti                                                                    | Idéologie                                                               | Sièges    | Président de groupe | Vice-président au divan |
| ------------------------------------------------------------------------ | ----------------------------------------------------------------------- | --------- | ------------------- | ----------------------- |
| Parti de la justice et du développement Adalet ve Kalkınma Partisi (AKP) | Droite Libéralisme économique Conservatisme social Démocratie islamique | 317 / 550 |                     |                         |
| Parti républicain du peuple Cumhuriyet Halk Partisi (CHP)                | Centre gauche Social-démocratie Républicanisme Kémalisme                | 134 / 550 |                     |                         |
| Parti démocratique des peuples Halkların Demokratik Partisi (HDP)        | Gauche Autonomie démocratique Écologie politique féminisme              | 59 / 550  |                     |                         |
| Parti d'action nationaliste Milliyetçi Hareket Partisi (MHP)             | Droite à extrême droite Nationalisme                                    | 40 / 550  |                     |                         |